# Hanns Radau
Hanns Radau (właściwie Johannes Conrad Radau; ur. 24 marca 1901 w Tejstymach, zm. 18 grudnia 1960 w Itzehoe) – niemiecki nauczyciel, pisarz i rzeźbiarz.

## Życiorys
Jego przodkowie byli rolnikami i rzemieślnikami w Braniewie i okolicy w Prusach Wschodnich. Ojciec Franz Radau (ur. 1865 w Braniewie, zm. 1949 w Bad Neuenahr) był handlarzem, później urzędnikiem miejskim, matka Maria, z domu Langkau, również pochodziła z Braniewa (ur. 1863 w Braniewie, zm. 1939 tamże).
Hanns Radau urodził się w Tejstymach w powiecie reszelskim. W 1906 roku jego rodzina powróciła do Braniewa, gdzie Hanns do roku 1915 uczęszczał do szkoły powszechnej. Po jej ukończeniu, w latach 1915–1921, naukę pobierał w Seminarium Nauczycielskim również w Braniewie, gdzie zdał pierwszy egzamin nauczycielski. Wcześnie zaczął pisać, zainspirowany przez matkę, która również była aktywną pisarką, a nawet czasami była publikowana. Nie mógł jednak znaleźć pracy jako nauczyciel w pobliżu, toteż wyjeźdzał za nią w odległe strony. Przez krótki okres imał się różnych zajęć (strażnik graniczny, górnik). Od 1922 roku pracował jako nauczyciel w szkole w Dinslaken, aż do jej zamknięcia przez narodowych socjalistów w 1933 roku. W 1926 ożenił się z Marią Eriką Krause (ur. 1904 w Braniewie, uznana za zmarłą podczas exodusu 30 stycznia 1945 w Tolkmicku), w 1931 roku urodziła im się pierwsza córka. Od 1934 do 1940 Hanns Radau pracował jako nauczyciel w Rheydt. W tym czasie powstały jego pierwsze drewniane rzeźby. Od 1940 do 1945 był zatrudniony jako nauczyciel w Gdyni. Od 1943 służył jako żołnierz, a w 1945 podczas wycofywania się do Szlezwiku-Holsztynu dostał się do niewoli angielskiej, skąd w tym samym roku został zwolniony do Itzehoe w Szlezwiku-Holsztynie. Pracował tam od 1946 do 1960 jako nauczyciel i wicedyrektor (od 1953) w szkole podstawowej i wznowił działalność rzeźbiarską. W 1945 był członkiem założycielem Stowarzyszenia Artystów w Steinburgu. W 1950 ożenił się po raz drugi, z Inge Plagmann (ur. 1919 w Itzehoe), w 1951 urodziła mu się druga córka. Lata pracy w Itzehoe charakteryzowały się intensywną pracą, zarówno zawodową, jak i artystyczną. Zmarł  18 grudnia 1960 w Itzehoe po ciężkiej chorobie.

## Rzeźbiarstwo
Hanns Radau był rzeźbiarzem samoukiem. W latach 1934–1939 stworzył szereg prac, w których wzorował się na pracach Ernsta Barlacha. Z czasem wypracował własny warsztat. Zwrócił się ku abstrakcji, w kierunku stylu Henry'ego Moore'a. W latach 1946–2001 wystawiał swoje prace na wielu wystawach zbiorowych oraz indywidualnych.

## Pisarstwo
Oprócz pracy jako nauczyciel Hanns Radau wcześnie zaczął uprawiać pisarstwo. Próbował swoich sił na wszystkich polach literackich, pisał wiersze, dramaty i słuchowiska. Słuchowisko „Bob Corner and the Voice of God” otrzymało nagrodę w konkursie radia bawarskiego Bayerischer Rundfunk i było emitowane tam oraz przez Radio Wień. Jednak największe sukcesy odniósł  na polu literatury dla dzieci i młodzieży, których pisaniem zajął się dopiero w późniejszych latach życia. Łącznie opublikował siedem książek pomiędzy 1955 rokiem a śmiercią w 1960 roku. Dwie z tych pozycji znalazły się na liście nominowanych do Niemieckiej Nagrody Książkowej dla Młodzieży Deutscher Jugendbuchpreis.
Wiele książek zostało przetłumaczonych na inne języki: niderlandzki, czeski, portugalski, hiszpański, angielski i afrikaans, dzięki czemu są znane nie tylko na kontynencie europejskim.

### Książki
- Aya, lauft ihr Hunde. Hoch-Verlag, Düsseldorf 1955
- Großer Jäger Little Fox. Hoch-Verlag, Düsseldorf 1957
- Illampu – Abenteuer in den Anden. Hoch-Verlag, Düsseldorf 1958
- Drei im Hurrikan. Hoch-Verlag, Düsseldorf 1958. Notlandung im Urwald. Hoch-Verlag, Düsseldorf 1959
- Letzter Häuptling Little Fox. Hoch-Verlag, Düsseldorf 195
- Im Banne des Amazonas. Hoch-Verlag, Düsseldorf 1960
- Little Fox Jäger und Häuptling. Verlag Dieter Frieß, 2005
- Drei im Hurrikan. Verlag Dieter Frieß, 2006